# ریچارد بی. ریدیک
ریچارد بی. ریدیک (انگلیسی: Richard B. Riddick) که معمولاً با نام ریدیک شناخته می‌شود، یک شخصیت خیالی و قهرمان (داستان) مجموعه فیلم‌های ریدیک است، که وین دیزل بازیگر نقش ریدیک را در تمام اقتباس‌های فیلم و بازی‌های ویدیویی بازی کرده است.
این شخصیت دارای طیف گسترده‌ای از مهارت‌ها، از جمله تحرک استثنایی، مخفی‌کاری، توانایی‌های رزمی، بقا در شرایط سخت، فرار از زندان و خلبانی به تصویر کشیده شده است. علیرغم پیشینه جنایی خود، او گه‌گاه اعمال اخلاقی یا قهرمانانه انجام می‌دهد که اغلب بر خلاف غرایز بقای خود می‌باشد.
گذشته ریدیک شامل نقش‌هایی به عنوان یک مزدور و عضو یک نیروی امنیتی است که در نهایت به یک سرباز تبدیل می‌شود. این پس زمینه به شخصیت پیچیده او کمک می‌کند، عناصر یک ضدقهرمان را با اقدامات قهرمانانه گاه و بیگاه ترکیب می‌کند.

## فیلم‌ها
- قیرگون (۲۰۰۰)
- سرگذشت ریدیک (۲۰۰۴)
- ریدیک (۲۰۱۳)
- ریدیک: فوریا (۲۰۲۵)